# Takács Szilvia (csembalóművész)
Takács Szilvia (Győr, 1964 –) magyar csembaló- és fortepiano-művész.

## Élete
Zeneiskolai tanulmányai alatt több zongoraverseny és szolfézsverseny díjazottja volt. A zenei pályára való tudatos készülése már ebben az időben elkezdődött. A konzervatóriumot zongora és zeneszerzés szakon végezte el Győrben. 1986-ban diplomázott zeneelmélet- szolfézs szakon. 1993-ban férjével zeneiskolát alapított, melynek jelenleg is igazgatója (Harmónia Alapfokú Művészeti Iskola).
1996-ban az első Magyarországon szervezett Régi Zene Nyári Akadémián Leon Berben-nél kezdte el csembalótanulmányait. Ezt követően több régizenei kurzuson vett részt, ahol csembaló és fortepianotanárai voltak: Spányi Miklós, Ketil Haugsand, Malcolm Bilson.
A budapesti Zeneakadémián Horváth Anikó osztályában 2008-ban szerzett kitüntetéses csembalóművész-diplomát. 2006-tól folytatott fortepiano-tanulmányokat. További tapasztalatgyűjtés végett Malcolm Bilson fortepiano-kurzusán vett részt az Amerikai Egyesült Államokban, Ithacában, a Cornell Egyetemen.
Zeneakadémiai évei alatt megalapította a Clavier Duo együttest, mely a négykezes és kétcsembalós, illetve fortepianóra írt művek bemutatását tűzte ki célul.
Közreműködője volt a Musica Profana régizenei együttesnek, a Marquise együttesnek, valamint rendszeres kísérője énekeseknek, hangszereseknek.
A 2010-es Csíkszeredai Régizenei Fesztivál énekkurzusának korrepetitora és 2010-től folyamatosan a Győri Reneszánsz és Barokk Hét  keretein belül megrendezett kurzus csembaló- és fortepiano-tanára.
Rendszeresen játszik hazai és külföldi koncerteken szóló- és kamaraprodukciókban. 2012-ben kijutott a Japánban, Kofuban megrendezett 25. Nemzetközi Régizene Versenyre.
Repertoárja a kora barokktól a klasszikus korig terjed. Kiemelten foglalkozik Haydn billentyűs műveivel, melyekből három szóló és öt kamara CD-lemezt készített.

## Diszkográfia
- Franz Schubert, Franz Xaver Wolfgang Mozart: Zauberland (2022) Bodrogi Éva - szoprán, Takács Szilvia - fortepiano
- Johann Sebastian Bach: French Overture BWV 831(2021)
- Christian Ritter, Georg Böhm, Johann Casper Ferdinand Fischer: Musical Flowers (2020)
- William Byrd, Giles Farnaby, Martin Peerson, Martin Peerson, Anonymus, William Byrd, Henry Purcell, Jean-Philippe Rameau: Concordia Musis Amica (2019)
- Joseph Haydn: Dalok és kantáták – Csaták és szerelmek (Bodrogi Éva – szoprán)
- Joseph Haydn: Német dalok (Zádori Mária – szoprán)
- Joseph Haydn: Triók fortepianóra, hegedűre és gordonkára (Kállay Ágnes – gordonka; Vitárius Piroska – hegedű) (2011)
- Joseph Haydn: Angol canzonetták (Andrejszki Judit – szoprán)
- Antico & Moderno: Andrejszki Judit – szoprán, csembaló; Demjén András – violone, viola da gamba; Győri István – vihuela; Horváth Kornél – LP – ütőhangszerek; Kállay Katalin – reneszánsz furulyák; Szabó Zsolt – viola da gamba; Takács Szilvia – orgona; Vitárius Piroska – hegedű - Musica Profana
- Takács Szilvia fortepiano by Haydn
- Joseph Haydn: A Megváltó utolsó hét szava a keresztfán (2011)
- Csembalómuzsika